# Bahnhof Radegast

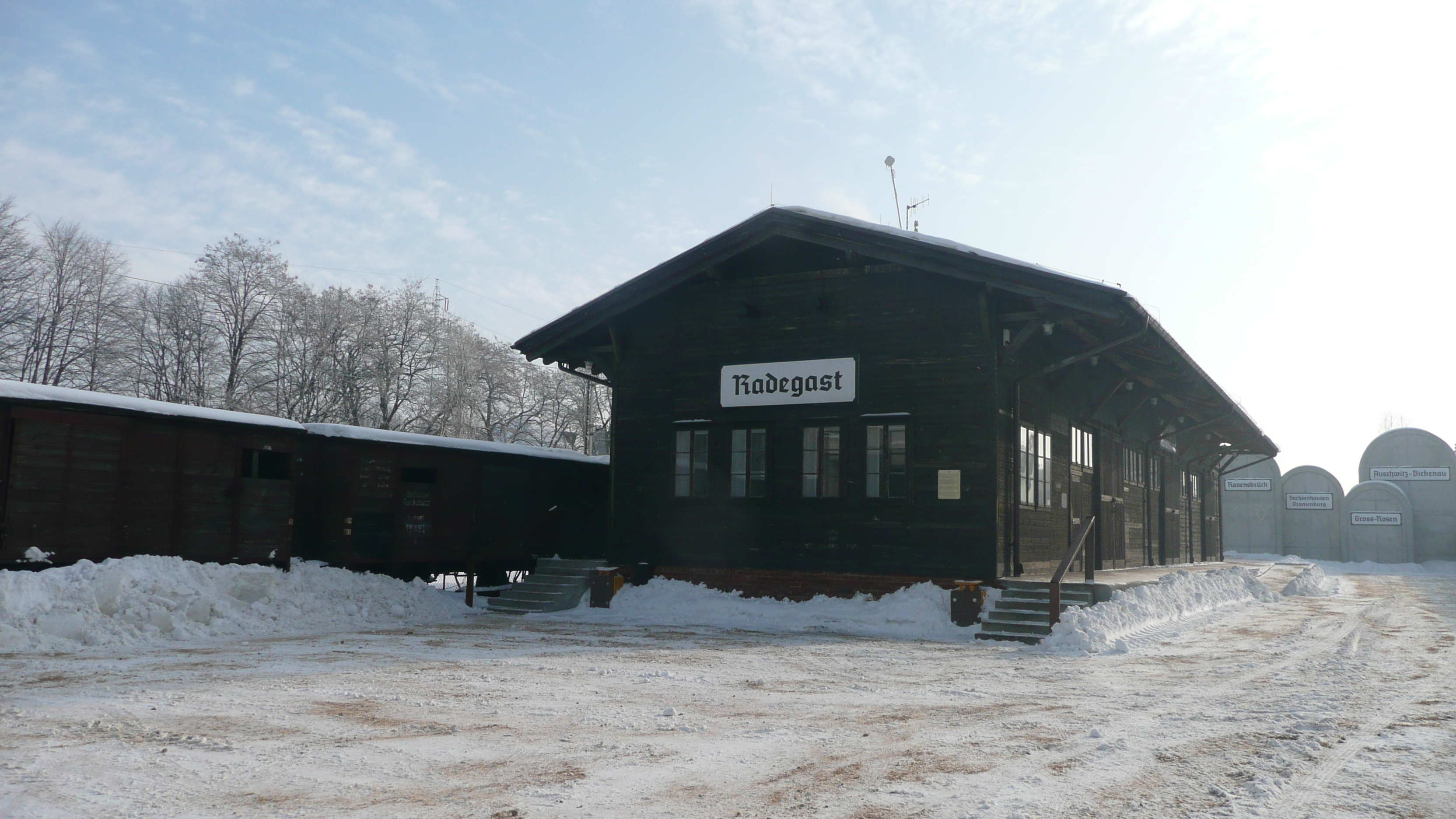
Museum Bahnhof Radegast

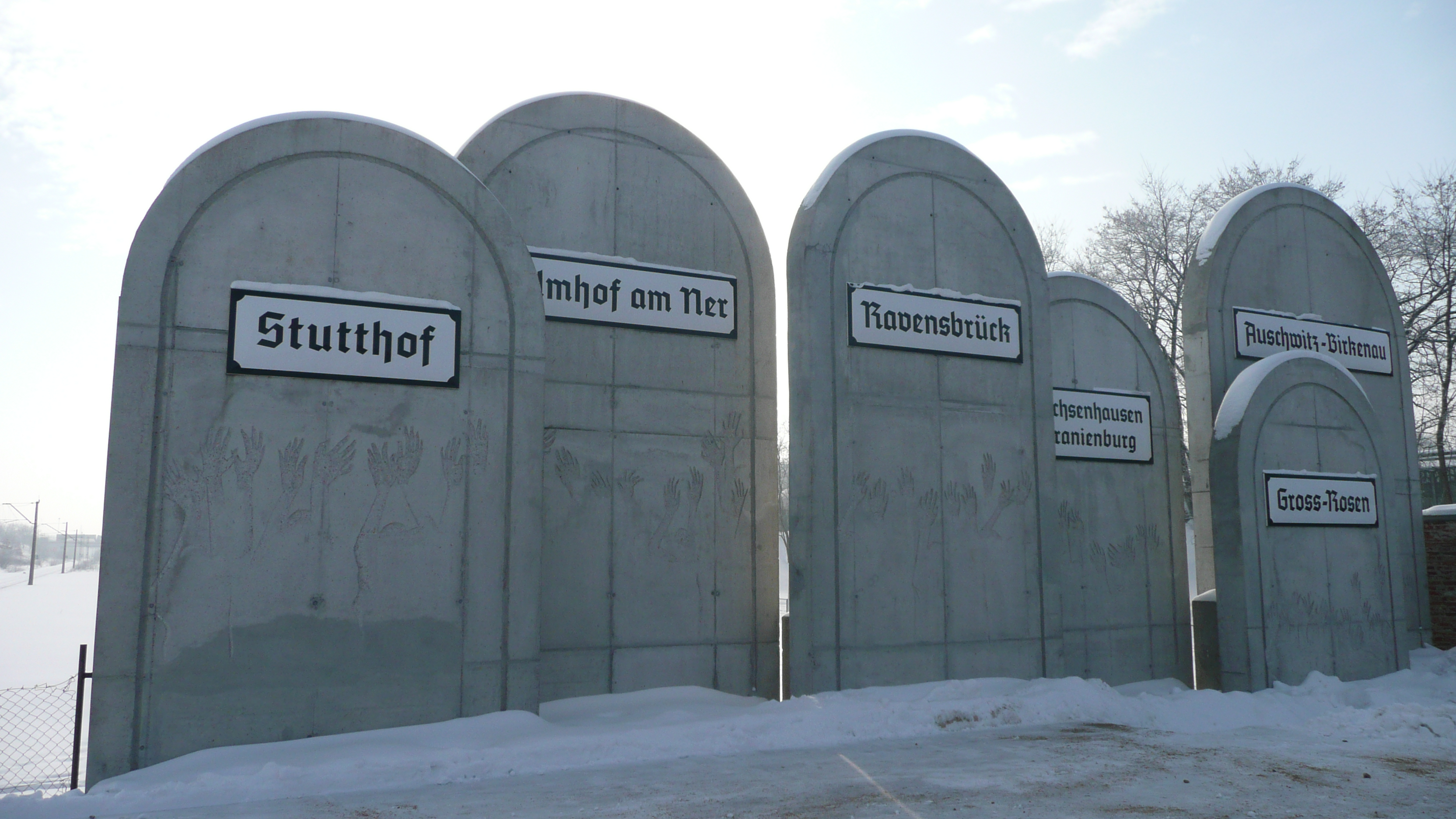
Denkmal mit den Namen der Vernichtungslager

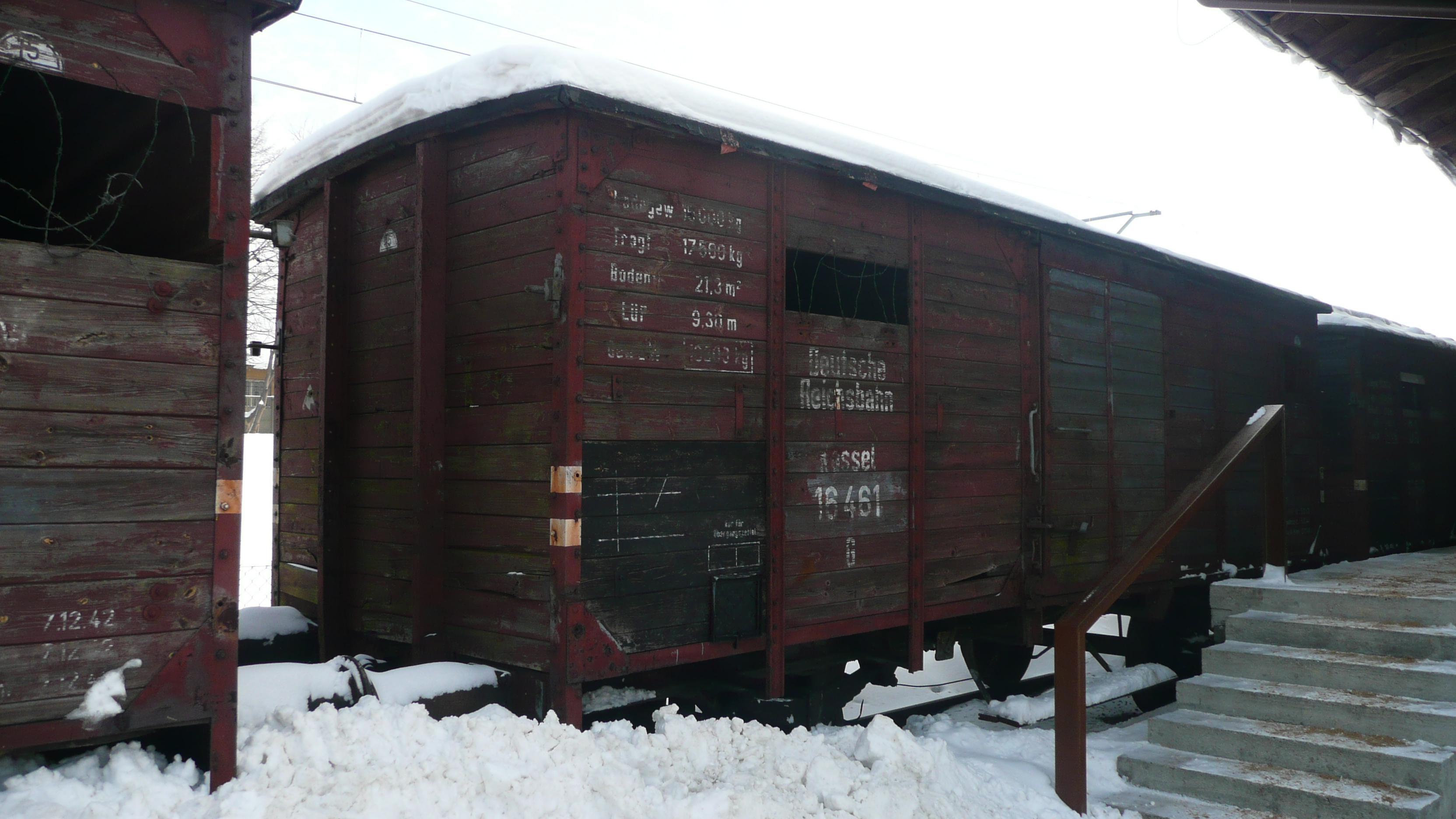
Transport-Waggons der Reichsbahn

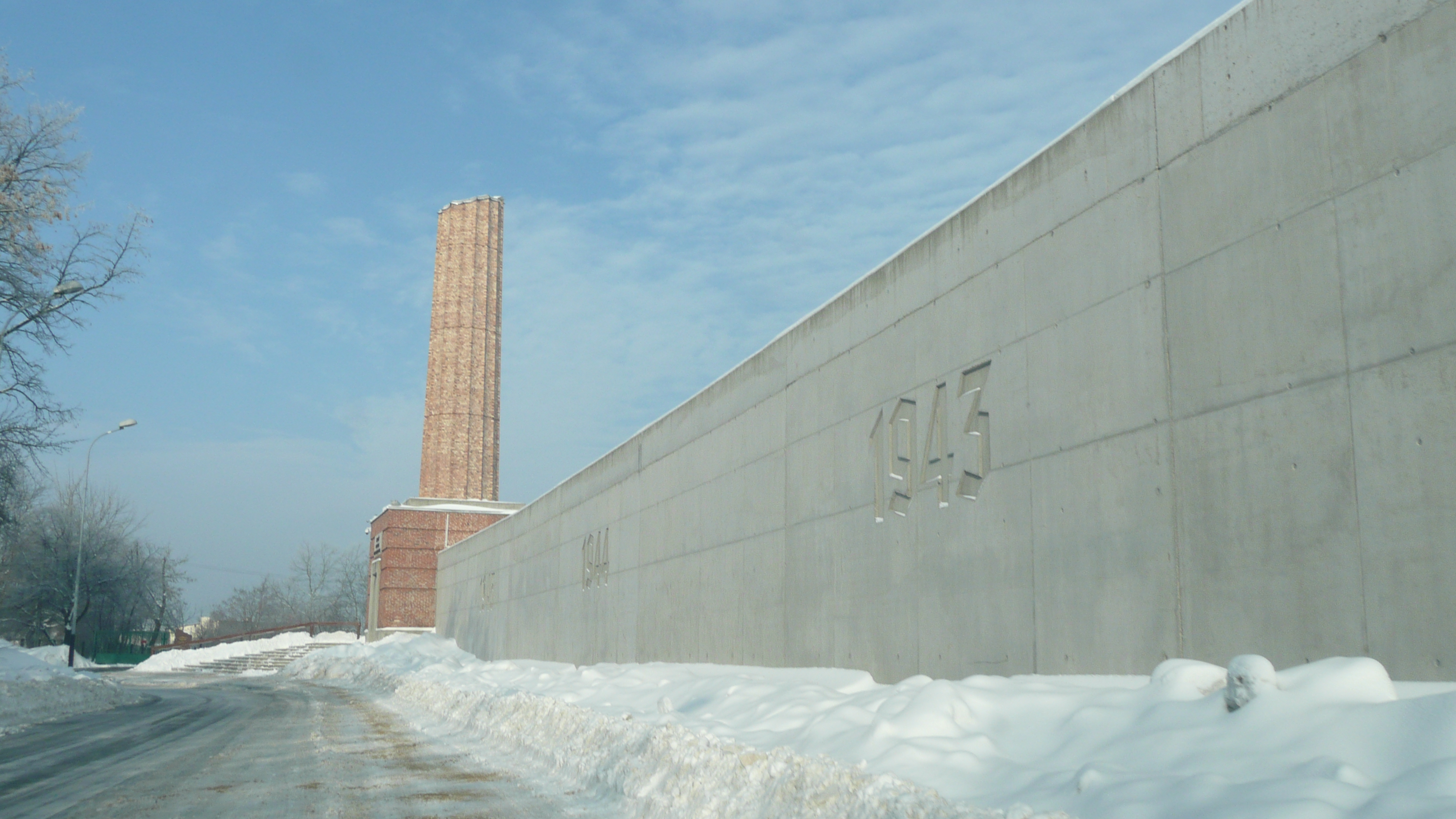
Tunnel der Deportierten

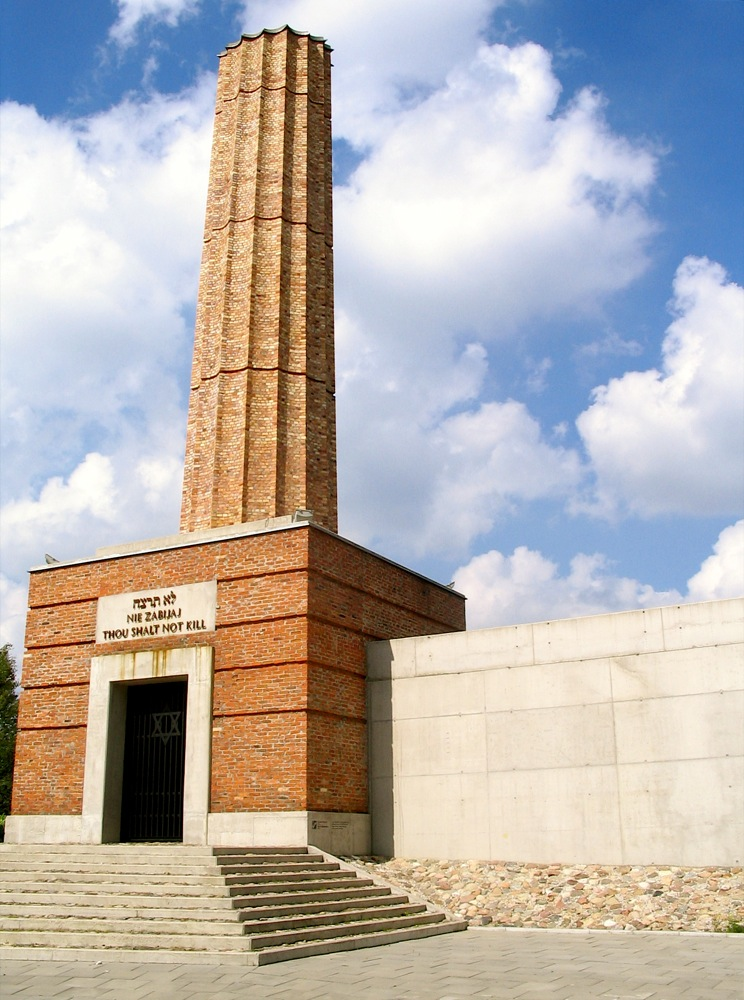
Denkmal Radegast

Der Bahnhof Radegast (poln. Radogoszcz) ist eine ehemalige Bahnstation in Łódź und seit 2005 eine Gedenkstätte des Ghettos Litzmannstadt.

## Geschichte
Der Bahnhof Radegast wurde 1937 in der damaligen Gemeinde Radegast, die heute zum Łódźer Stadtteil Bałuty gehört, als Verladebahnhof gebaut. Nach der Errichtung des Ghettos Lodz diente diese Station als wichtigste Verkehrsverbindung nach außen, da sie sich gleich hinter der nördlichen Grenze des Ghettos befand. Zunächst wurde der Bahnhof zum Transport der Lebensmittel und Rohstoffe, die in den Fabriken des Ghettos benötigt wurden, und zum Abtransport der hergestellten Waren nach Deutschland genutzt. Dabei handelte es sich vorrangig um Sachen, Schuhe und Uniformen für die deutsche Wehrmacht.
Ab 1941 wurde die Station auch zur Beförderung von Menschen genutzt, darunter zum täglichen Transport in die Arbeitslager in der Region rund um Lodz. Juden aus Westeuropa (Deutschland, Österreich, Tschechien und Luxemburg) sowie der Lodzer Region (Wartheland) wurden über Radegast ins Ghetto verschleppt, wo sie zunächst als Arbeitskräfte gebraucht wurden. Allein innerhalb eines Jahres (1941/42) wurden 38.000 Juden aus Zentraleuropa und 5.000 Sinti und Roma in das Ghetto Litzmannstadt gebracht.
In der Zeit vom 16. Januar bis zum 29. August 1944 wurden schließlich mehr als 150.000 Juden von Radegast in die deutschen Vernichtungslager Kulmhof und Auschwitz transportiert.
Die Bahnstation Lodz-Radegast wurde in den 1970er Jahren geschlossen.

## Gedenkstätte Radegast Bahnhof
Während der Gedenkveranstaltungen im Jahre 2004 anlässlich des 60. Jahrestages der Schließung des Ghettos und des letzten Transports von Radegast wurde angeregt, die Bahnstation in eine Holocaust-Gedenkstätte (Radegast Station Holocaust Monument) umzugestalten. Mit Entwürfen wurde bereits 2003 begonnen. Mit Unterstützung durch die Stiftung Monumentum Iudaicum Lodzense und mit Hilfe von Spenden aus Polen sowie dem Ausland wurde innerhalb von zwei Jahren die Gedenkstätte fertiggestellt. 2005 wurde ein Museum im ehemaligen hölzernen Bahnhofsgebäude eröffnet. Jüdische Überlebende enthüllten am 28. August 2005 ein Denkmal von Czesław Bielecki, in Form eines an ein Krematorium erinnernden Turmes mit der Inschrift „Du sollst nicht töten“.
Ein 140 Meter langer „Tunnel der Deportierten“ mit den Transportlisten an den Wänden führt vom Bahnhofsgelände dorthin, wodurch der Weg in die Vernichtungslager symbolisiert wird. Sechs große Grabsteine mit den Namen der Vernichtungslager erinnern an die über 150.000 Juden, die von Radegast aus in den Tod geschickt wurden und von denen nur wenige überlebten. Ein originalgetreuer Zug der Deutschen Reichsbahn mit drei Güterwaggons steht neben dem Bahnhofsgebäude. Das Museum beherbergt Bücher mit den Listen jener, die von Radegast nach Kulmhof und Auschwitz transportiert wurden. Nach einer Analyse der Universität Łódź wird die Gedenkstätte von 36.000 Menschen im Jahr besucht.